# Средњошколски мјузикл
Средњошколски мјузикл (енгл. High School Musical) амерички је телевизијски филм из 2006. године. Исте године добио је награду Еми за најбољи дечји програм.
Средњошколски мјузикл је најгледанији филм Дизни канала, док га је 7,7 милиона гледалаца пратило током премијере. Прича овог филма упоређује се са чувеном трагедијом Вилијама Шекспира Ромео и Јулија. Ово је и први филм Дизни канала који је приказан на британском каналу Би-Би-Си, 29. децембра 2006.
Постоје два наставка овог филма: телевизијски филм Средњошколски мјузикл 2 и Средњошколски мјузикл 3: Матуранти, који је премијерно приказан у биоскопима.

## Синопсис
Звезда кошаркашког тима школе Ист хај Трој Болтон и повучена талентована математичарка Габријела Монтез упознају се на новогодишњој журци током божићног распуста. На журци учествују на такмичењу у караокама ("Start of Something New"). Откривају да међу њима постоји невероватна хемија, и на крају журке размењују бројеве телефона. Након недељу дана, Габријелина мајка добија посао у другом граду и Габријела постаје ученица Ист хаја. Игром случаја, Трој добија казну у школи, заједно са Габријелом, најбољим другом из кошаркашког тима Чедом Денфортом, председницом школског клуба младих научника Тејлор Мекејси и председницима школске драмске секције Рајаном и Шарпеј Еванс.
Трој и Габријела разговарају и Шарпеј случајно чује како је Габријела заинтересована да се пријави на аудицију за школски мјузикл. Уз помоћ брата близанца Рајана, Шарпи проваљује у Тројев школски ормарић и сазнаје да је Габријела ученица „Анштајнка” и да има одличан школски успех. Током казнене наставе Тејлор позива Габријелу да се учлани у клуб младих научника. Због казне, Трој и Чед пропуштају своје тренинге кошарке, што нимало не радује тренера Болтона. Током разговора са тренером и професором Дарбусом, постаје јасно да ниједан од њих нема поштовања за оно што други раде. Трој присуствује тренингу, али не може да престане да мисли на Габријелу и пева како треба да се усредсреди на игру. Трој прескаче тренинге кошарке како би вежбао за аудицију са Габријелом. Али, њих двоје се обоје стиде да изађу и певају на сцени, тако да из прикрајка посматрају како Шарпи и Рајан изводе своју песму за аудицију. Када Габријела коначно одлучи да се пријави на аудицију, Трој се нуди да пева са њом, али професорка Дарбус каже како је исувише касно да се пријаве.
Након расправе са Шарпеј, Келси Нилсен, композитор мјузикла, бесно напушта салу и баца нотне записе песме по поду. Трој и Габријела журе да јој помогну да их покупи, и желе да јој покажу како песма заправо треба да звучи. Њих двоје певају спорију верзију песме. Професорка Дарбус их чује како изводе песму и нуди им да ипак учествују на аудицији. Шарпеј је врло љута и жели да се освети. Чед и остали чланови кошаркашког тима сазнају да је Трој пропустио тренинг због аудиције за мјузикл, и сви су шокирани.
Током ручка, сви схватају да Трој ради и неке друге ствари сем кошарке, што је и у људској природи, и признају њихове тајне страсти и таленте, а члан кошаркашког тима Зек Бејлор признаје да воли да кува. У том тренутку, Габријела се оклизне и њен ручак завршава на Шарпиној мајици. Она говори гдину Дарбусу да је Габријела то урадила намерно и да Трој и Габријела желе да униште мјузикл, али он не жели да чује ни реч о томе. Габријела и Трој проводе вече заједно. Габријела осећа да јој је Трој најбољи пријатељ, иако га зна врло кратко. За то време, Зек покушава да разговара са Шарпеј, али је она хладна према њему.
Чед и Тејлор желе да се све врати у нормалу. Кошаркашки тим успева да превари Троја и убеде га да су и Габријела и мјузикл небитне ствари у његовом животу. Габријела је повређена и збуњена. Трој покушава да прича са њом, али она говори како више није заинтересована да глуми у мјузиклу и да јој то никада није било важно.
Осећајући кривицу јер су уништили Тројеву и Габријелину везу, Чед и Тејлор одлучују да кажу истину. Трој покушава све да објасни Габријели, али она не жели да разговара са њим, верујући да је све што је он рекао истина. Он долази до њеног прозора и пева, док му она му опрашта. Заједно са Келси, ови вежбају за аудицију.
Шарпеј и Рајан чују Габријелу и Троја како вежбају и осећају да немају шанси на аудицији. Шарпи успева да убеди гдина Дарбуса да промени време аудиција на време када се одржава школско такмичење у науци и када се игра кошаркашка утакмица. Келси чује овај разговор и говори свима шта је Шарпи урадила, и сви су љути на њу. Ипак, уз помоћ плана које су у дело спровели чланови кошаркашког тима и младих научника, Трој и Габријела успевају да се ослободе других обавеза и журе на аудицију. За то време, Рајан и Шарпи изводе њихову песму и убеђени су да ће добити улоге.
Трој и Габријела стижу након што је их професорка Дарбус прозвала двапут и говори им да су закаснили. Али, публика подржава Троја и Габријела и професорка Дарбус им допушта да наступе. Габријела се плаши, али уз Тројеву помоћ, успева да превазиђе свој страх, и њих двоје певају. Професорка Дарбус им даје главне улоге, што шокира Рајана и Шарпеј. Сада сви журе на кошаркашку утакмицу, на којој Шарпеј признаје пораз и говори Габријели да „сломи ногу“. Након што су победили и на школском такмичењу младих научника и на кошаркашком првенству, цела школа се окупља у сали и слави.

## Улоге
| Глумац        | Улога            |
| ------------- | ---------------- |
| Зак Ефрон     | Трој Болтон      |
| Ванеса Хаџенс | Габријела Монтез |
| Ешли Тисдејл  | Шарпеј Еванс     |
| Лукас Грејбил | Рајан Еванс      |
| Корбин Блу    | Чед Денфорт      |
| Моник Колман  | Тејлор Макејси   |

## Албум
Албум са музиком из филма Средњошколски мјузикл појавио се у продаји 10. јануара 2006. године, и био је најпродаванији албум у САД те године. Такође, снимњен је велики број верзија ових песама у другим земљама.
Песме "Breaking Free" и "We're All In This Together" били су синглови са овог албума.

### Листа песама
| #  | Песма        | Извођачи                                                        |
| -- | ------------ | --------------------------------------------------------------- |
| 1  | "            | Зак Ефрон, Ванеса Хаџенс, Дру Сили                              |
| 2  | "            | Дру Сили                                                        |
| 3  | "            | Ешли Тисдејл и Лукас Грејбил                                    |
| 4  | "What I've Been Looking For" (Реприза) | Зак Ефрон, Ванеса Хаџенс, Дру Сили                              |
| 5  | "            | Сви глумци                                                      |
| 6  | "            | Ванеса Хаџенс                                                   |
| 7  | "            | Ешли Тисдејл, Лукас Грејбил                                     |
| 8  | "            | Зак Ефрон, Ванеса Хаџенс, Дру Сили                              |
| 9  | "            | Сви глумци                                                      |
| 10 | "I Can't Take My Eyes Off of You" (Бонус)   | Зак Ефрон, Ванеса Хаџенс, Дру Сили, Ешли Тисдејл, Лукас Грејбил |

### Композитори
- "" и "" — Метју Џерард и Роби Невил
- "" — Дејвид Лоренс и Феј Гринберг
- "" — Реј Чем, Грег Чем и Ендру Сили
- "" — Ренди Питерсон и Кевин Квин
- "" — Енди Дод и Адам Вотс
- "" и "" — Џејми Хјустон

## Други медији
| - 2007: Средњошколски мјузикл 2 (телевизијски филм) - 2008: Средњошколски мјузикл 3: Матуранти (филм) - 2006—2007: | - 2006: - 2007: - 2008: - 2007: - 2008: - 2008: - 2008: - 2008: |